# Sonata cho violin và cello (Ravel)
Sonata cho violin và cello, cung Đô trưởng là bản sonata của nhà soạn nhạc người Pháp Maurice Ravel. Ông viết tác phẩm này trong các năm 1920-1922. Ông viết tác phẩm này không có nhạc đệm. Trong tác phẩm, Ravel đã thể hiện một thứ ngôn ngữ âm nhạc giản dị.
Ông dành tặng tác phẩm này cho Claude Debussy đã qua đời năm 1918.